# Fernando Javier Gómez
Fernando Javier Gómez Rodríguez (Abanto y Ciérvana, 18 de noviembre de 1949) es un exfutbolista español que jugaba como defensa. Fue conocido futbolísticamente como Gómez. Disputó 124 encuentros de Primera División con el Burgos CF.

## Biografía
Se formó en la cantera del Athletic Club. Formó parte del Bilbao Athletic entre 1968 y 1971, aunque no llegó a debutar con el primer equipo. En 1971 se incorporó al Burgos Club de Fútbol, que acaba de ascender a Primera División. Allí pasó diez temporadas, en las que disputó más de 250 encuentros oficiales.

## Clubes
- Bilbao Athletic (1968-71)
- Burgos Club de Fútbol (1971-81)